# Will You
Singles de POD
Sleeping Awake
(2002) Change the World
(2004)
Pistes de Payable on Death
Wildfire Change the World
Will You est le premier single issu de l'album Payable on Death de POD. Le clip montre les problèmes des jeunes adolescents et de leurs amours pour leurs parents jusqu'à celui pour leurs petits ou petites amis. La chanson s'est classée #17 dans un classement du Billboard, Bubbling Under Hot 100, le 2 décembre 2003.

## Liste des pistes
1. Will You (Album version) (3:48)
2. Will You (Chris Vrenna remix) (3:54)
3. Cain (3:27)